# Palácio de Łomnica

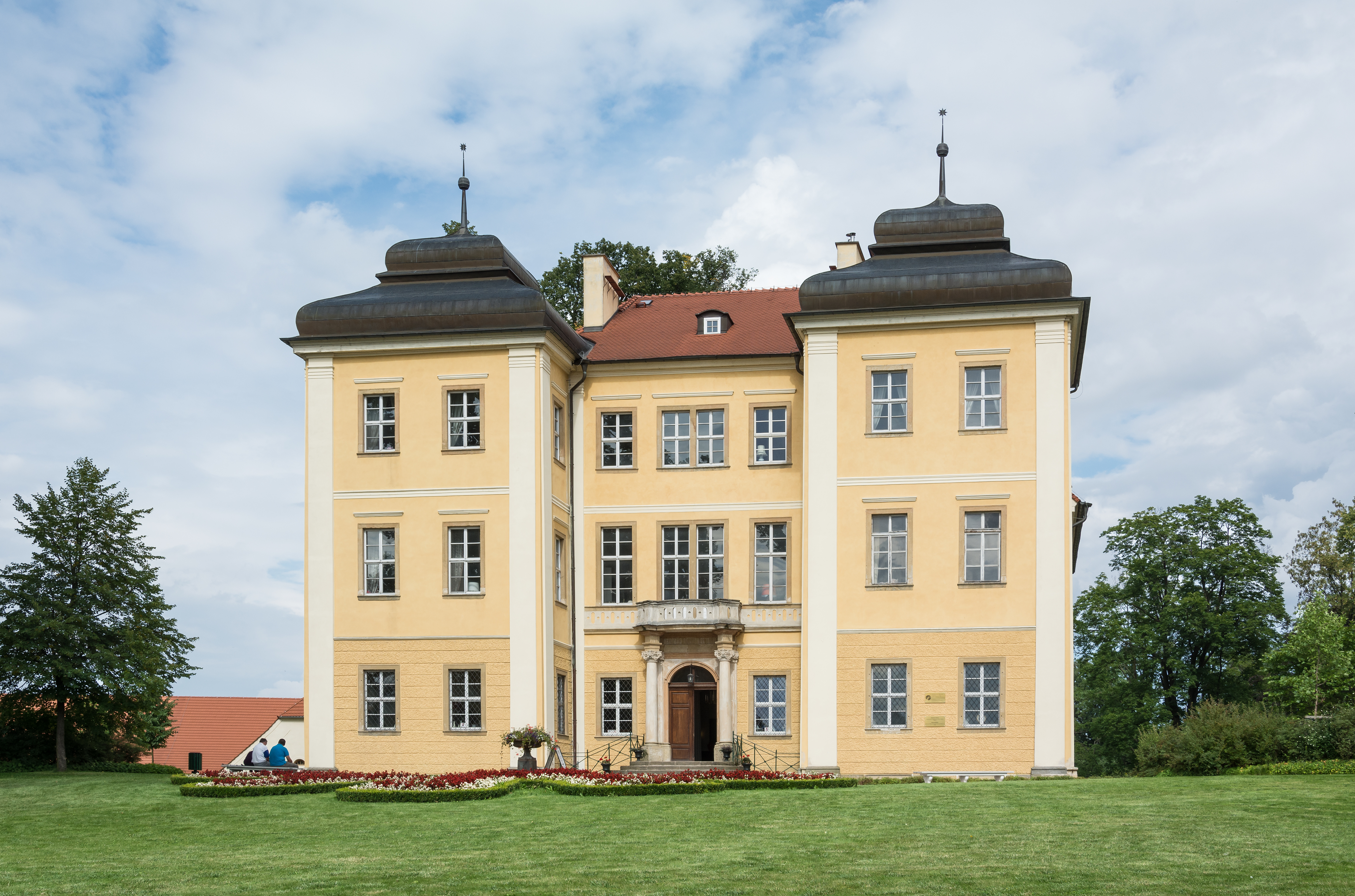
Palácio em Łomnica

Palácio em Łomnica – um palácio barroco do século XVII com um edifício residencial, o chamado A Casa da Viúva está situada na parte norte de Łomnica, na separação das estradas para Karpniki e Wojanów, a cerca de cinco quilômetros de Jelenia Góra.

## História do Palácio e da "Casa da Viúva"

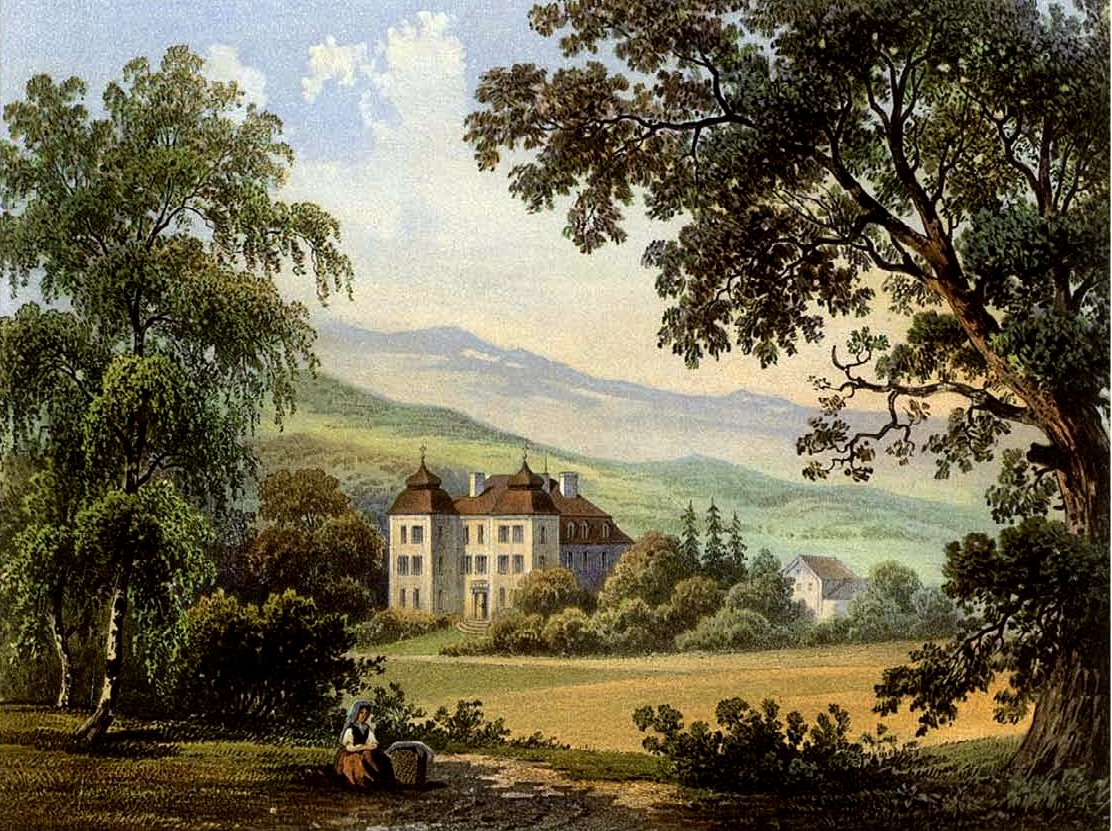
Palácio no século XIX.

As primeiras informações sobre as propriedades em Łomnica vêm dos anos 1475-1654. Naquela época, a propriedade pertencia à família Zedlitz. Nos anos 1654-1737 os proprietários foram a família Tomagnini, e do terceiro quarto do século XVII a 1811 a família Menzel. Os bens de Łomnica passaram para as mãos das famílias Flach e von Roth. Em 1835, Carl Gustaw von Küster comprou a propriedade de Łomnica. A mansão do início do barroco foi construída por volta da segunda metade do século 17 O corpo e as duas alcovas de canto vêm dessa época. Na década de 20 do século XVIII, durante a reconstrução, foram feitas alterações na aparência da fachada e do interior. O projeto reconstruído é atribuído a Martin Franz de Rewel. As maiores mudanças na aparência do edifício foram feitas nos anos 1838-1844. O autor da reconstrução foi Albert Tollberg. Mudanças foram feitas na planta dos quartos, uma escada representativa e novos andares foram erguidos e as aberturas das janelas foram ampliadas. Após a Segunda Guerra Mundial, o palácio foi assumido pelo Estado polonês. Até 1977, no palácio havia uma escola. Abandonado desde o final da década de 1970, o palácio foi devastado. Em 1992, o palácio foi adquirido por uma empresa polaco-alemã, após o que começaram as obras de renovação.

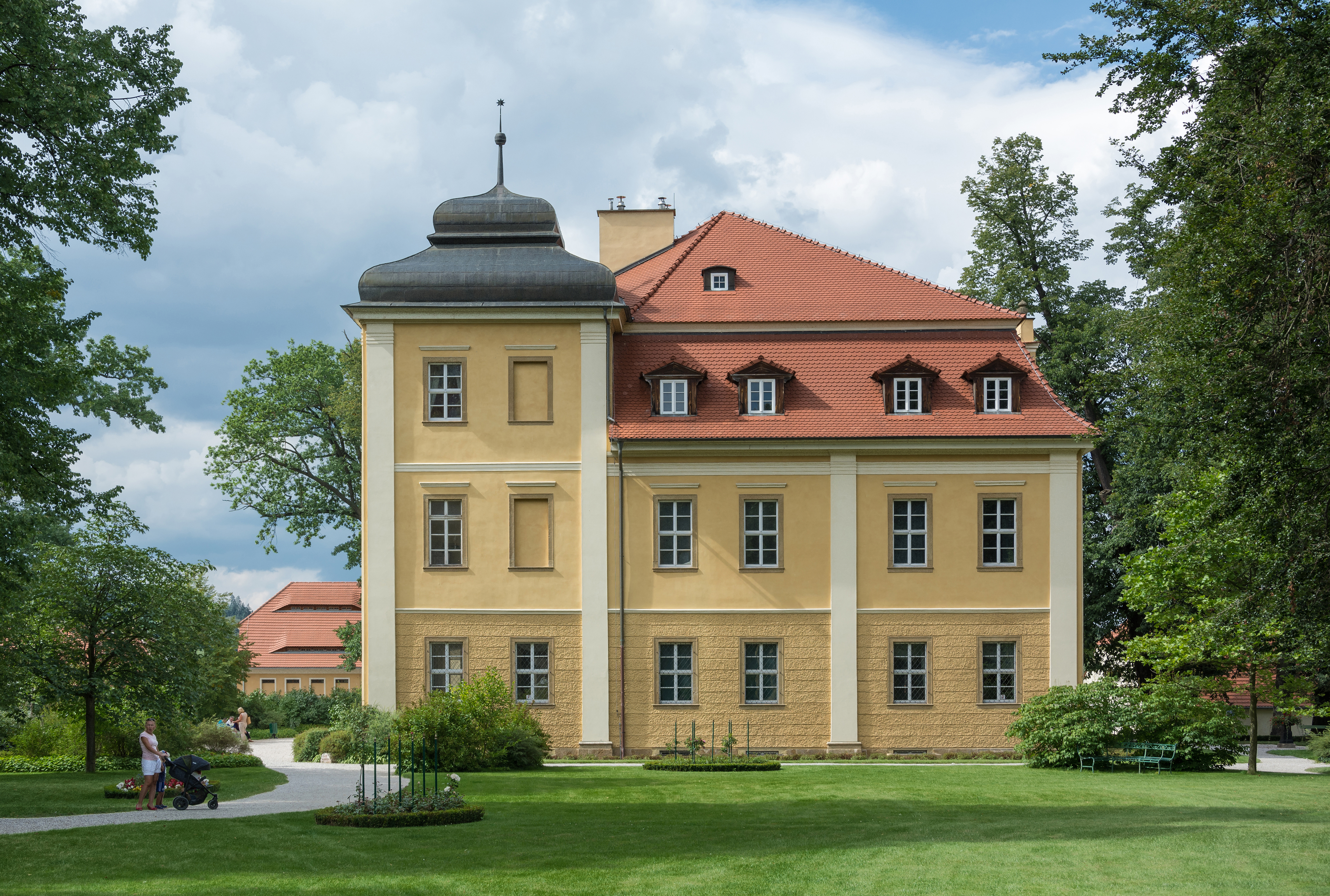
Vista do sudeste

A mansão "Casa da Viúva" erguida em 1803-1804 por Christian Gottfried Mentzl. A instalação era destinada a um membro idoso da família von Menzel. Após a guerra, a casa foi destinada a fins residenciais e comerciais. Atualmente, a instalação abriga um hotel, restaurante e café.
O complexo agrícola adjacente ao palácio tem actualmente uma função comercial e gastronómica (produtos de linho, produtos regionais, padaria, restaurante, forja).
Durante a sua existência, o Palácio Łomnica pertenceu a:
- Família von Zedlitz - anos 1475-1654
- Família von Tomagnini - 1654-1737
- Christian Mentzel, um comerciante de Jelenia Góra - 1737-1811
- Johann Georg Flack de Kowary - 1811-1820
- Barão Moritz von Roth - 1820-1835
- Família von Küster - 1835-1945
- do estado polonês - 1945-1992

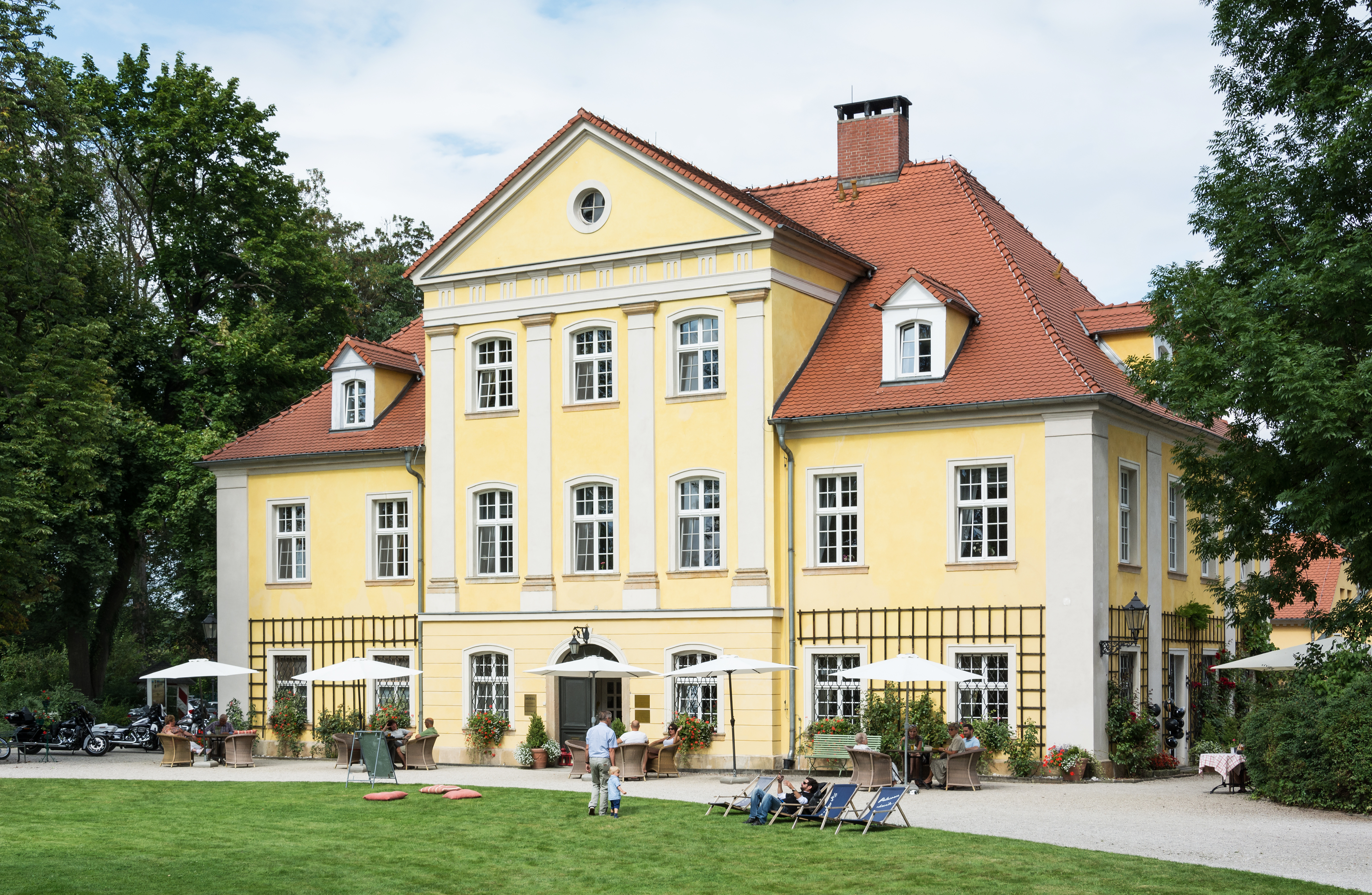
A mansão "Casa da Viúva"

- A mansão "Casa da Viúva" atualmente em mãos privadas (Elisabeth von Küster)

## Descrição do palácio e da "Casa da Viúva"
O palácio é um edifício de três andares erguido em planta quadrada, com recortes de cantos na fachada. As alcovas são cobertas por cúpulas achatadas, o corpo do palácio tem telhado de quatro águas. No eixo, na fachada, tem portal de sacada. O interior do palácio manteve sua disposição espacial inalterada. Nas salas do piso térreo, sobreviveram grandes fragmentos de pinturas murais do início dos séculos XVIII e XIX. Atualmente funciona como museu de interiores.
A mansão "Casa da Viúva" é um edifício classicista erguido em planta retangular, de 2 andares, coberto com telhado de quatro águas. O edifício caracteriza-se por pseudorias superiores do norte e do sul. O interior do edifício tem 2 baias, e a sua planta original dos quartos foi preservada.